# Concejo de Soacha

El Concejo Municipal de Soacha es una corporación político-administrativa de elección popular, integrada por 19 cabildantes, elegidos democráticamente por un periodo de cuatro años con posibilidad de reelección. Ejecuta sus atribuciones y competencias especialmente en materia normativa y de control político.

## Funciones
Este organismo gubernamental tiene las siguientes funciones en representación de los ciudadanos que los eligen según lo establece el artículo 313 de la Constitución Política de Colombia:
1. Reglamentar las funciones y la eficiente prestación de los servicios a cargo del municipio.

1. Adoptar los correspondientes planes y programas de desarrollo económico y social y de obras públicas.
2. Autorizar al alcalde para celebrar contratos y ejercer pro tempore precisas funciones de las que corresponden al Concejo
3. Votar de conformidad con la Constitución y la ley los tributos y los gastos locales.
4. Dictar las normas orgánicas del presupuesto y expedir anualmente el presupuesto de rentas y gastos.
5. Determinar la estructura de la administración municipal y las funciones de sus dependencias; las escalas de remuneración correspondientes a las distintas categorías de empleos; crear, a iniciativa del alcalde, establecimientos públicos y empresas industriales o comerciales y autorizar la constitución de sociedades de economía mixta.
6. Reglamentar los usos del suelo y, dentro de los límites que fije la ley, vigilar y controlar las actividades relacionadas con la construcción y enajenación de inmuebles destinados a vivienda.
7. Elegir Personero para el período que fije la ley y los demás funcionarios que esta determine.
8. Dictar las normas necesarias para el control, la preservación y defensa del patrimonio ecológico y cultural del municipio.
9. Las demás que la Constitución y la ley le asignen.

## Comisiones
Cuenta con las comisiones permanentes de Presupuesto y Hacienda Pública, Plan de Desarrollo, y Gobierno, Educación y Servicios Públicos. Existe además una sesión plenaria.

## Composición

### Miembros del Concejo (2024-2027)
Los actuales concejales fueron elegidos el 29 de octubre de 2023 y prestaron juramento de investidura el 1 de enero de 2024:
| CONCEJALES DE SOACHA POR PARTIDO |                        |                                   |                                 |                      |              |                 |
| Partido-Movimiento               | Número de Curules      | Número de Curules                 | Concejales                      | Votación Del Partido | Porcentaje % | Voto Preferente |
| Partido-Movimiento               | Curules                | Comparación composición 2020-2023 | Concejales                      | Votación Del Partido | Porcentaje % | Voto Preferente |
| Pacto Histórico                  |                        |                                   |                                 |                      |              |                 |
| 3                                |                        |                                   |                                 |                      |              |                 |
| (+2)                             |                        |                                   |                                 |                      |              |                 |
| Yudi Andrea Garzón               | 14.966                 | 9,79                              | No                              |                      |              |                 |
| Cristian Sneyder Rodríguez       | 14.966                 | 9,79                              | No                              |                      |              |                 |
| Francy Natalia Moreno            | 14.966                 | 9,79                              | No                              |                      |              |                 |
| En Marcha                        |                        |                                   |                                 |                      |              |                 |
| 3                                |                        |                                   |                                 |                      |              |                 |
| nuevo                            | Luis Eduardo Figueroa  | 14.339                            | 9,38                            | Sí                   |              |                 |
| nuevo                            | Lady Tatiana Sánchez   | 14.339                            | 9,38                            | Sí                   |              |                 |
| nuevo                            | Jairo Zambrano Sánchez | 14.339                            | 9,38                            | Sí                   |              |                 |
| Coalición Partido de la U-MIRA   |                        |                                   |                                 |                      |              |                 |
| 2                                |                        |                                   |                                 |                      |              |                 |
| (-2)                             |                        |                                   |                                 |                      |              |                 |
| Jazmín Olarte Guayambuco         | 10.995                 | 7,19                              | Si                              |                      |              |                 |
| Juan Carlos Arias Cante          | 10.995                 | 7,19                              | Si                              |                      |              |                 |
| Partido Conservador              | 2                      | (+1)                              | Jonnathan Andrés Vela Rodríguez | 10.023               | 6,55         | Sí              |
| Partido Conservador              | 2                      | (+1)                              | Norberto Cuenca Rivera          | 10.023               | 6,55         | Sí              |
| Cambio Radical                   | 1                      | (-1)                              | Terry Mauricio Bogotá López     | 9.006                | 5,86         | Si              |
| Alianza Verde                    | 1                      | (-1)                              | Wilson Andrés Rodríguez Fonseca | 7.969                | 5,21         | Si              |
| Centro Democrático               | 1                      | (-1)                              | Joel de los Ríos Ocampo         | 7.930                | 5,18         | Si              |
| Coalición PDeC-CJL               | 1                      | Nuevo                             | Nicolás Martínez Lándinez       | 7.676                | 5,02         | Si              |
| Partido Liberal                  | 1                      | Sin cambios                       | Carlos Alberto Ospina Díaz      | 7.426                | 4,85         | Si              |
| AICO                             | 1                      | Sin cambios                       | Edgar Cárdenas Gonzalez         | 6.562                | 4,29         | Si              |
|                                  |                        |                                   |                                 |                      |              |                 |
| Nuevo Liberalismo                | 1                      | Nuevo                             | Javier Eduardo López            | 5.350                | 4,27         | Si              |
| Para Avanzar Más                 | 1                      | Nuevo                             | Danny René Caicedo*             | 53.241               | 31,52%       | No              |

* Inicialmente fue candidato a la alcaldía en 2023, obtuvo la segunda mejor votación, por lo que en disposición del artículo 25 de la Ley 1909 de 2018, se asigna una curul en el Concejo, por decisión propia.